# 行かないで (玉置浩二の曲)
「行かないで」（いかないで）は、日本のシンガーソングライターである玉置浩二の楽曲。
1989年11月20日にKitty Recordsから5枚目のシングルとしてリリースされた。前作「I'm Dandy」（1989年）よりおよそ4か月ぶりとなるシングルであり、作詞は松井五郎、作曲は玉置が担当している。
フジテレビ開局30周年記念ドラマ『さよなら李香蘭』（1989年）の主題歌として使用され、オリコンシングルチャートでは最高位16位となった。本作はオリジナル・アルバムには未収録となり、ベスト・アルバム『安全地帯/玉置浩二 ベスト』（1994年）においてアルバム初収録となった。
日本国内においてはヒット曲とならなかったが、香港の人気歌手であるジャッキー・チュンが「李香蘭」のタイトルでカバー曲をリリースし香港では国民的ヒット曲となる。また後にカザフスタンの人気歌手であるディマシュ・クダイベルゲンがカバーし、中東や中国本土でも人気の高い曲として認知されている。玉置自身のライブにおいて披露される機会はほとんどなかったが、後年のオーケストラスタイルでのコンサートでは本作が頻繁に披露されている。

## リリース、メディアでの使用、音楽性
本作は1989年11月20日にKitty Recordsより8センチCDおよびカセットテープの2形態でリリースされた。本作はオリジナル・アルバムには未収録となったが、2枚目のシングル「キ・ツ・イ」（1989年）から本作まで、オリジナル・アルバムに収録されないシングルのリリースが続くこととなった。本作は李香蘭の名で人気歌手となった山口淑子の生涯を描いたフジテレビ開局30周年記念ドラマ『さよなら李香蘭』（1989年）の主題歌として使用された。
前々作「氷点」の編曲を手掛けた星勝によって壮大なオーケストラアレンジが施され、玉置の「美しく強いファルセット」による歌唱のバラードであり、シンフォニックコンサートにおいて玉置と共演した世界的指揮者である西本智実が絶賛したという完成度の楽曲。本作はテレビドラマ用に書き下ろされた楽曲であるが、元々中国において安全地帯の人気が高かった背景もあり、広東語に翻訳され中国語圏の多数の歌手によってカバーされることとなった。
本作はオリコンシングルチャートにて最高位16位の登場週数9回となり、売り上げ枚数は5.7万枚となった。本作の売り上げ枚数は玉置のシングル売上ランキングにおいて9位となった。2022年に実施されたねとらぼ調査隊による玉置のシングル曲人気ランキングでは3位となった。

## カバー

### 「李香蘭」
本作を原曲とする「李香蘭」は、日本の女優である山口淑子の中国語の芸名から名付けられた楽曲で、香港の歌手であるジャッキー・チュン（張學友）が歌い、広東語のアルバム『夢中的你』（1990年）に収録する形で香港でリリースされた。市場で大いに支持され、広東語のポピュラー音楽の中でも、多くの人々が認める古典的な歌曲のひとつとなった。
玉置による原曲はロ短調 (Bm) で、歌の大部分をファルセット唱法で歌っているが、チュンのカバーではイ短調 (Am) と原曲より全音（長2度）低いキーにした独特な歌い方で、歌の大部分を普通の声で歌い、音が特に高くなるところだけでファルセットを使っている。周禮茂の詞は感傷に満ちたものであり、音楽に完全に溶け込んでいる。
「李香蘭」は広東語の楽曲であるが、台湾、シンガポール、中国大陸、マレーシアなどで支持されている。後に至るまで、世界各地の多数の中国語ラジオ放送局が同曲を頻繁に放送する。放送に取り上げられる価値はあったものの、「李香蘭」の発表当初は全く賞を獲得出来ず、『勁歌金曲』の季節ごとに選ばれる楽曲（季選歌曲）にも選ばれなかった。同じアルバムのタイトル曲でシングル化された「夢中的你」や「再度重遇你」に比べても劣るものではなく、当時のメディアには大きく取り上げられなかったものの、受賞もなかった楽曲がやがて大衆に受け入れられ、久しく支持され続ける広東語の古典的な流行歌となった。
「李香蘭」のタイトルでは以下の歌手がカバーしている。
- 劉雅麗（中国語版） - アルバム『隨心』（2013年）に収録。
- サンディー・ラム（林憶蓮） - アルバム『陪著我走 In Search Of Lost Time』（2016年）に収録。
- シャーリー・クァン（關淑怡） - アルバム『'EX' All Time Favourites』（1995年）に収録。
- ジャッキー・チュン（張學友） - 広東語バージョン、アルバム『夢中的你』（1990年）に収録。
- 齊豫（英語版） - アルバム『The Unheard of Chyi』（2003年）に収録。

### 「秋意濃」
台湾の作詞家である姚若龍による新たな歌詞で、曲名も「秋意濃」と改めたバージョンで以下の歌手がカバーしている。
- ジャッキー・チュン（張學友） - アルバム『吻別』（1993年）に収録。
- 李幸倪（英語版） - アルバム『beGin』（2016年）に収録。
- テリー・リン（林志炫） - アルバム『至情志炫』（2004年）に収録。
- 陳潔麗（英語版） - アルバム『CA FAIT LONGTEMPS 好久不見』（2016年）に収録。
- ディマシュ クダイベルゲン（Dimash Qudaibergen カザフスタン）- （2017年）中国の歌唱コンテストTV番組「歌手2017」出演時 その他。

### その他のカバー
日本語バージョン
- 島津亜矢 - カバー・アルバム『SINGER 6』（2019年）に収録[8]。
- ディマシュ・クダイベルゲン - 東京ジャズ「TOKYO JAZZ 20th」（2021年）において歌唱。
- 林部智史 - カバー・アルバム『カタリベ1』（2018年）に収録[9][10]。
- 本多RuRu - カバー・アルバム『初心』（2007年）に収録[11]。
- 松下優也 - カバー・アルバム『うたふぇち 伝わりますか』（2022年）に収録[12]。
- 森川美穂 - アルバム『another Face ～ tribute to Goro Matsui + Koji Tamaki ～』（2019年）に収録。

広東語バージョン
- ジョシー・ホー（何超儀） - 唐書琛（中国語版）が作詞を手掛け、「夢在從前」のタイトルで映画『妖獣都市 ～香港魔界篇～』（1992年）のサウンドトラックに収録。周星馳が監督/主演した映画『0061北京より愛をこめて!?（國產凌凌漆）』（1994年）には、ピアノで同曲を歌唱する場面がある。

中国語バージョン
- ジョシー・ホー（何超儀） - ダリル・ヤオ（姚若龍）が作詞を手掛け、「愛一個人不算錯」のタイトルで『妖獣都市 ～香港魔界篇～』のサウンドトラック・アルバムに収録。
- 趙詠華（中国語版） - ダリル・ヤオ（姚若龍）が作詞を手掛け、「夢、守不住心事」のタイトルでアルバム『我想我已經愛上你』（1992年）に収録。
- ノーマン・チョン（張立基） - 謝明訓が作詞を手掛け、「一生夢已遠」のタイトルでアルバム『Touch Me』（1992年）に収録。

英語バージョン
- ママズ・ガン - 「Yesterday's News」のタイトルでアルバム『Other Side Of Mamas Gun』（2011年）に収録。

## シングル収録曲
CD版
| 全作詞: 松井五郎、全作曲: 玉置浩二、全編曲: 星勝。 |                  |          |            |      |
| #                                                  | タイトル         | 作詞     | 作曲・編曲 | 時間 |
| 1.                                                 | 「行かないで」   | 松井五郎 | 玉置浩二   | 6:25 |
| 2.                                                 | 「スケジュール」 | 松井五郎 | 玉置浩二   | 3:18 |
| 合計時間:                                          | 合計時間:        | 9:43     |            |      |

カセットテープ版
| 全作詞: 松井五郎、全作曲: 玉置浩二、全編曲: 星勝。 |                                      |          |            |      |
| #                                                  | タイトル                             | 作詞     | 作曲・編曲 | 時間 |
| 1.                                                 | 「行かないで」                       | 松井五郎 | 玉置浩二   | 6:25 |
| 2.                                                 | 「行かないで」(オリジナル・カラオケ) | 松井五郎 | 玉置浩二   | 6:25 |
| 合計時間:                                          | 合計時間:                            | 12:50    |            |      |

| 全作詞: 松井五郎、全作曲: 玉置浩二、全編曲: 星勝。 |                                        |          |            |      |
| #                                                  | タイトル                               | 作詞     | 作曲・編曲 | 時間 |
| 1.                                                 | 「スケジュール」                       | 松井五郎 | 玉置浩二   | 3:18 |
| 2.                                                 | 「スケジュール」(オリジナル・カラオケ) | 松井五郎 | 玉置浩二   | 3:18 |
| 合計時間:                                          | 合計時間:                              | 6:36     |            |      |

## リリース履歴
| No. | 日付           | レーベル      | 規格                     | 規格品番           | 最高順位 | 備考 |
| --- | -------------- | ------------- | ------------------------ | ------------------ | -------- | ---- |
| 1   | 1989年11月20日 | Kitty Records | 8センチCD カセットテープ | HOOK30065 00CS5020 | 16位     |      |
| 2   | 2017年7月19日  | USM JAPAN     | デジタル・ダウンロード   | -                  | -        |      |

## 収録アルバム
「行かないで」
- 『安全地帯/玉置浩二 ベスト』（1994年）
- 『安全地帯 テーマソングス』（1995年）
- 『EARLY TIMES〜KOJI TAMAKI IN KITTY RECORDS』（1997年）
- 『Goro Matsui & Koji Tamaki Ballad Collection -Only You-』（2002年）
- 『ゴールデン☆ベスト 玉置浩二 アーリー・タイムズ・プラス』（2003年）
- 『ALL TIME BEST』（2017年）
- 『THE BEST ALBUM 35th ANNIVERSARY 〜メロディー〜』（2022年）

「スケジュール」
- 『EARLY TIMES〜KOJI TAMAKI IN KITTY RECORDS』（1997年）
- 『ゴールデン☆ベスト 玉置浩二 アーリー・タイムズ・プラス』（2003年）